# Ulrichskirche (Neenstetten)

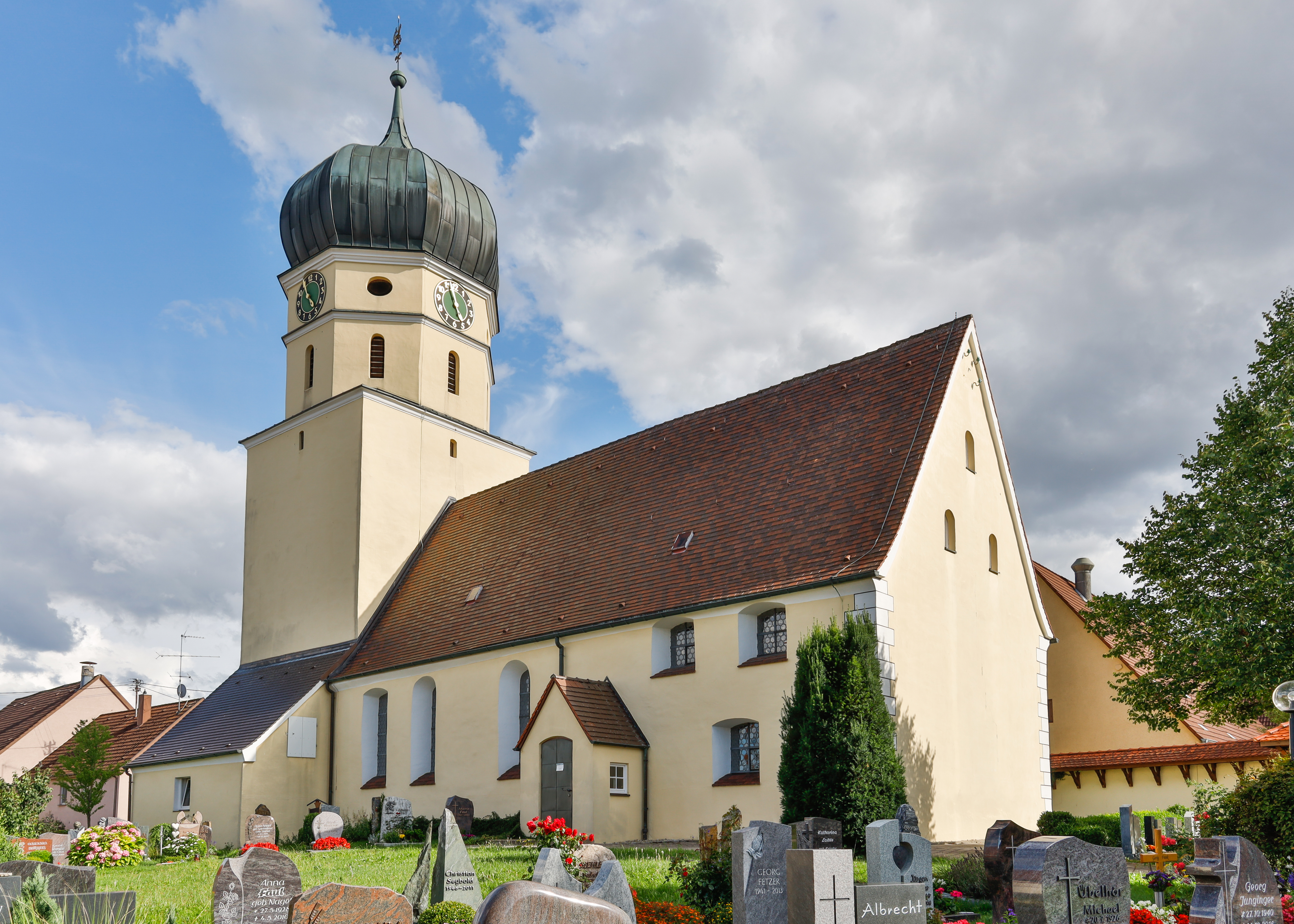
Ulrichskirche Neenstetten

Die evangelische Ulrichskirche steht in Neenstetten, einer Gemeinde im Alb-Donau-Kreis in Baden-Württemberg. Die Kirchengemeinde gehört zum Kirchenbezirk Ulm der Württembergischen Landeskirche. Das Bauwerk ist beim Landesamt für Denkmalpflege Baden-Württemberg als Baudenkmal eingetragen.

## Beschreibung

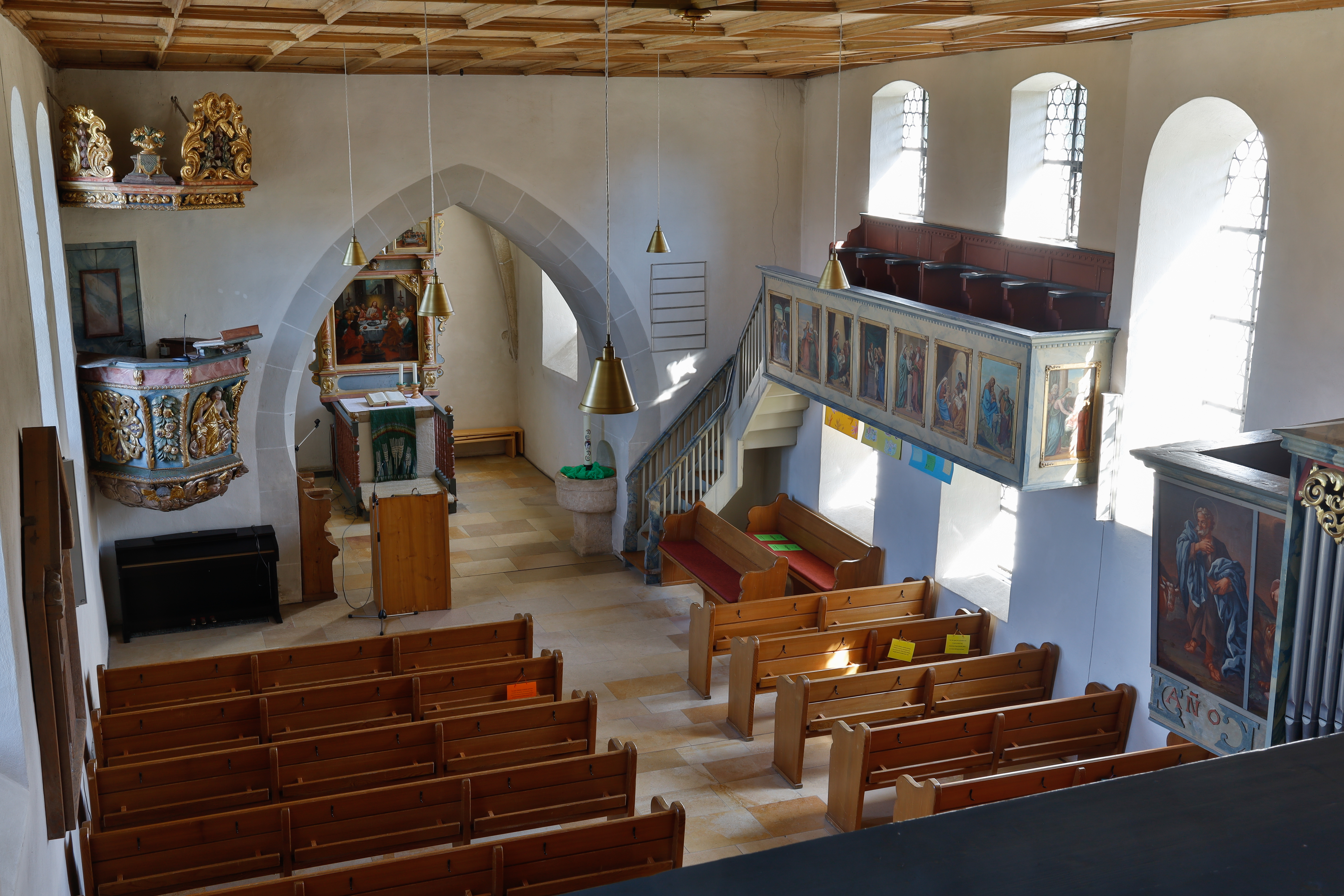
Innenraum

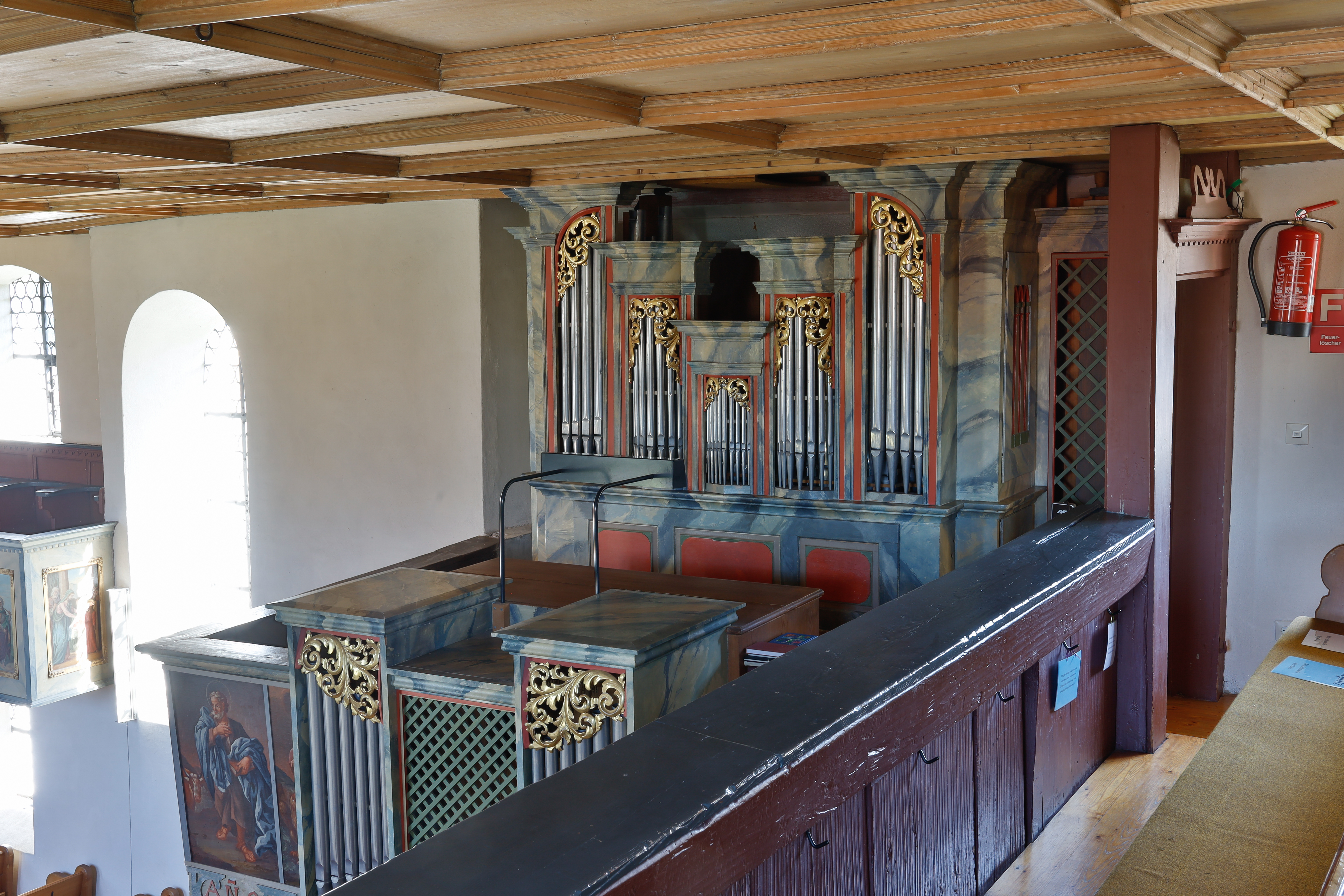
Orgel

Die Saalkirche auf dem Friedhof besteht aus einem frühgotischen Chorturm im Osten, an dessen Nordwand die Sakristei angebaut ist, und einem jüngeren Langhaus, das 1603 nach Westen verlängert wurde. Nach einem teilweisen Einsturz 1730 wurde der Chorturm wieder aufgebaut. Dabei wurde er mit zwei achteckigen Geschossen aufgestockt – das untere beherbergt den Glockenstuhl, das obere die Turmuhr – und mit einer Zwiebelhaube bedeckt. 
Der Innenraum des Chors, also das Erdgeschoss des Chorturms, ist mit einem Kreuzrippengewölbe überspannt, der des Langhauses mit einer Kassettendecke. Zur Kirchenausstattung gehört ein Altar, auf dessen Altarretabel von 1652 das Abendmahl Jesu dargestellt ist. Die Kanzel wurde um 1725 aufgestellt. Die Orgel auf der Empore besitzt 13 Register auf zwei Manualen und Pedal und wurde 1958 als Opus 823 hinter den Prospekt der Vorgängerorgel von 1770 von Georg Friedrich Schmahl von der Giengener Orgelmanufaktur Gebr. Link gebaut. Das Rückpositiv wurde ergänzt. Die Disposition stammt von Helmut Bornefeld.